# Jean-Baptiste du Barry
Jean-Baptiste du Barry, conte du Barry-Cérès e Visdomino di Châlons-en-Champagne (Lévignac, 1723 – Tolosa, 17 gennaio 1794), è stato un nobile francese, che è noto essenzialmente per essere stato l'amante e protettore, poi cognato di Marie-Jeanne Bécu, meglio conosciuta come Madame du Barry, ultima amante ufficiale di Luigi XV, re di Francia. Essendo stato il principale artefice di questa unione, Jean-Baptiste e suo fratello Guillaume du Barry, quest'ultimo avendo contratto a questo scopo un matrimonio esclusivamente d'interesse con Jeanne, poterono così beneficiare della generosità del potere reale.

## Biografia
Jean-Baptiste Dubarry è il figlio di Antoine Dubarry (1674—1744), capitano del reggimento dell'Île de France, e di Marguerite Catherine Cécile Thérèse de La Caze (?—1784), che si sono sposati nel 1722. La sua vita dissoluta e la sua mancanza di scrupoli gli avevano valso il soprannome di “Le Roué".
Jean-Baptiste posò Ursule Damas de Vernongrese e successivamente Anne de Rabaudy de Montoussin.
Divenuto amante e poi magnaccia di Jeanne Bécu (allora conosciuta come Jeanne de Vaubernier) intorno al 1764, la fece sposare con il fratello minore Guillaume du Barry, il 1 settembre 1768 nella chiesa di Saint-Laurent a Parigi, affinché potesse essere presentata ufficialmente a corte e diventare la favorita del re Luigi XV, che già ufficiosamente aveva cominciato a godere del suo fascino e si era innamorato di lei. Come ricompensa per la sua compiacenza, e in seguito a complicate trattative fatte di scambi fittizi, suo fratello Guillaume ricevette la contea di L'Isle-Jourdain e considerevoli stabilimenti nella Guascogna orientale. Jean-Baptiste du Barry, dal canto suo, riceve il visdominio di Châlons-en-Champagne e le relative entrate.
Quando il re morì nel 1774, proprio come sua cognata, amante ufficiale del defunto re, Jean-Baptiste du Barry dovette lasciare la corte e tornò a Tolosa. La contessa du Barry non raggiunse né il marito Guillaume, né il suo ex amante e protettore Jean-Baptiste. Infatti, in seguito ad una lettre de cachet del nuovo re Luigi XVI, trascorse un soggiorno forzato in un convento per un anno e successivamente fu autorizzata a tornare al suo castello di Louveciennes.
Tra il 1777 e il 1778, Jean-Baptiste du Barry acquistò due case a Tolosa, place Saint-Raymond (attuale n. 1 bis, place Saint-Sernin) e diversi appezzamenti di terreno tra rue de la Chaîne (attuale n. 8-12) e rue Royale (attuale rue Gatien-Arnoult) per costruire una magnifica dimora privata.
Nel 1789, durante la Rivoluzione, Jean-Baptiste Dubarry si unì alla Guardia nazionale e divenne colonnello della legione Saint-Sernin. Ma nel 1793 fu arrestato come sospettato. Sua cognata, la contessa du Barry, fu denunciata come sospettata, arrestata e incarcerata il 22 settembre dello stesso anno, condannata a morte e ghigliottinata in Place de la Révolution (attuale Place de la Concorde) l'8 dicembre. Jean-Baptiste du Barry, dal canto suo, fu ghigliottinato un mese dopo, il 17 gennaio 1794, in Place de la Liberté (attuale Place du Capitole). Suo fratello Guillaume du Barry (e vedovo ufficiale di Madame du Barry) sopravvisse al Terrore e morì diciassette anni dopo, nel 1811, all'età di 79 anni.

## Filmografia
Nel film Jeanne du Barry - La favorita del re (2023) di Maïwenn, il suo ruolo è interpretato da Melvil Poupaud.